# Cassandra Fedele
Cassandra Fedele (Venecia, 1465-1558) fue la mujer erudita más reconocida en Italia durante las últimas décadas del Quattrocento.

## Biografía

### Primeros años
Fedele nació en Venecia en 1465, hija de Barbara Leoni y Angelo Fedele. Aunque Fedele no menciona a sus padres en sus escritos, existen evidencias de que su padre era un personaje respetado entre la aristocracia y que se interesó en el aprendizaje de su hija. Cuando Fedele logró fluidez en griego y latín, a los doce años, fue enviada por su padre a estudiar con Gasparino Borro, un monje servita, quien la tutorizó  en literatura clásica, filosofía, ciencias, y dialéctica.  En 1487, a los veintidós años, consiguió éxito en Italia y en el extranjero cuando pronunció un discurso en latín en elogio de las artes y las ciencias durante la graduación de su primo en Padua. Su discurso, Oratio pro Bertucio Lamberto, fue publicado en Módena (1487), Venecia (1488), y Núremberg (1489). Desde 1487 hasta 1497, intercambió correspondencia con humanistas prominentes y nobles de España e Italia. Una de esas correspondientes, Isabel I de Castilla, instó a Fedele a unirse a su corte en España. Fedele declinó la invitación, indicando que no podría ir mientras Italia estuviera en guerra con Francia. En relación con esto, los primeros biógrafos de Fedele indicaron que el dux de Venecia Agostino Barbarigo no dejó que Fedele abandonara Italia, pero no hay evidencia de ningún decreto que lo corrobore.

### Fama
Fedele consiguió fama por sus habilidades en escritura y oratoria. Además de las 123 cartas y 3 oraciones publicadas en Padua en 1636, se cree que también escribió poesía en latín. Participó con influyentes humanistas en debates públicos sobre cuestiones filosóficas y teológicas, y se le pidió que hablara delante del dux Agostino Barbarigo y del Senado veneciano sobre el tema de la educación superior para las mujeres. En una carta a Lorenzo de Medici, Angelo Poliziano la elogió por su excelencia en latín e italiano y por su belleza.

### Vida posterior
El éxito de Fedele duró poco. La cumbre de su actividad académica se produjo entre los veintidós y los treinta y tres años, justo antes de su matrimonio a los treinta y cuatro años (1499). Después de su matrimonio, y durante casi sesenta años, escribió pocas cartas y solo fue invitada una vez, en 1556, a pronunciar un discurso público en honor de la reina de Polonia, Bona Sforza, cuando esta visitó Venecia. Algunos historiadores argumentan que Fedele abandonó sus aportaciones intelectuales cuando se casó, al igual que las mujeres más eruditas de su época que al casarse asumieron la gestión a tiempo completo de su hogar. Es posible que Fedele también se desanimase por las fuertes presiones de las fuerzas sociales que se opusieron a la participación académica de las mujeres casadas. En una carta a Alessandra Scala, quien escribió a Fedele para preguntarle si debería casarse o dedicar su vida al estudio, Fedele la animó  a "escoger el camino para el cual la naturaleza te dotó" (traducción en Robin 31).
En 1520, al regreso de Creta con su marido médico, Giammaria Mapelli, perdieron todas sus pertenencias en un naufragio. Su marido murió a finales de ese año, dejándola viuda, sin hijos y con dificultades económicas. Fedele escribió a León X pidiendo ayuda en 1521, pero él no respondió a su carta. Lo intentó de nuevo en 1547 y le escribió a Paolo III, que respondió dándole el cargo de priora de un orfanato en la iglesia de San Domenico di Castello, en Venecia, donde residió hasta su muerte. Es posible que Fedele también tuviera problemas de salud. Antes de su matrimonio, se quejaba de una enfermedad que le agotaba las fuerzas y dificultaba la concentración en leer y escribir durante cualquier periodo de tiempo.

## Legado
Fedele no es ampliamente considerada una polímata.  El Diccionario biográfico de los italianos, por ejemplo, no le llama ni genio universale, ni polimata, ni genio poliedrico ni talento universale, que son exhaustivamente los cuatro términos equivalentes en ése idioma, como tampoco lo hacen la Enciclopedia italiana de las ciencias, las letras y las artes ni su biografía definitiva, la de Cesira Cavazzana de 1906.  Pese a que feministas recientes le cuestionan, Jacob Burckhardt aseveraba que durante el renacentismo solo varones polímatas hubo; pero a principios del s. xxi, Peter Burke descartaba a otras italianas de la era y planteabe que solo Fedele podría calificar como polímata —y la incluía en su lista, aunque admitía que Fedele no exploró todas las ciencias.

## Trabajos
- "Cassandra Fedele: (uno) Alessandra Scala a Cassandra; (b) Cassandra a Alessandra." Traducido y editado por Margaret L. Rei y Albert Rabil, Jr. Su Immaculate Mano: Trabajos Seleccionados por y sobre los Humanistas de Mujeres de Quattrocento Italia. Binghamton, N.Y.: Medieval y Textos de Renacimiento y Estudios, 1983, 87-88.
- Cassandra Fedele: Letras y Orations. Editado y traducido por Diana Robin. Chicago: Universidad de Prensa de Chicago, 2000.
- "Cassandra Fedele: Oration para Bertucio Lamberto, Recibiendo las Honras de las Artes Liberales." Traducido y editado por Margaret L. Rei y Albert Rabil, Jr.
- El suyo Immaculate Mano: Trabajos Seleccionados por y sobre los Humanistas de Mujeres de Quattrocento Italia. Binghamton, N.Y.: Medieval y Textos de Renacimiento y Estudios, 1983, 69-73.
- "Cassandra Fedele: Oration en elogio de letras." Traducido y editado por Margaret L. Rei y Albert Rabil, Jr. Su Immaculate Mano: Trabajos Seleccionados por y sobre los Humanistas de Mujeres de Quattrocento Italia. Binghamton, N.Y.: Medieval y Textos de Renacimiento y Estudios, 1983, 74-77.
- "Cassandra Fedele: Oration al Gobernante de Venecia, Francesco Venerio, en la llegada de la Reina de Polonia." Traducido y editado por Margaret L. Rei y Albert Rabil, Jr. El suyo Immaculate Mano: Trabajos Seleccionados por y sobre los Humanistas de Mujeres de Quattrocento Italia. Binghamton, N.Y.: Medieval y Textos de Renacimiento y Estudios, 1983, 48-50.
- Clarissimae Feminae Cassandrae Fidelis venetae. Epistolae et orationes. Editado por Jacopo Filippo Tomasini. Padua: Franciscus Bolzetta, 1636. Oratio Pro Bertucio Lamberto. Módena, 1487; Venecia, 1488; Núremberg, 1489.